# Граматови
Граматовите (Grammatidae) са семейство актиноптери от разред Бодлоперки (Perciformes).
Таксонът е описан за пръв път от Дейвид Стар Джордан през 1896 година.

## Родове
- Gramma – Грами
- Lipogramma